# Törelbrännan
Törelbrännan är ett naturreservat i Umeå kommun i Västerbottens län.
Området är naturskyddat sedan 1993 och är 45 hektar stort. Reservatet består av öppen våtmark med gran- och barrblandskogar.